# Westmount–Saint-Louis
Circonscription électorale provinciale du Canada
Westmount–Saint–Louis est une circonscription électorale provinciale du Québec. Elle est située dans la région administrative de Montréal.

## Historique
La circonscription de Westmount–Saint-Louis a été créée en 1992. Elle est formée d'une partie des anciennes circonscriptions de Westmount, de Saint-Louis et de Sainte-Anne. En 2001, elle cède une partie de son territoire à Saint-Henri–Sainte-Anne, et en 2017 elle récupère une partie de ce territoire.

## Territoire et limites
La circonscription s'étend sur l'ensemble de la municipalité de Westmount et sur une partie des arrondissements de Ville-Marie et du Plateau-Mont-Royal de la ville de Montréal.

## Liste des députés
| Législature                                                              | Années       | Député             | Député          | Parti   |
| ------------------------------------------------------------------------ | ------------ | ------------------ | --------------- | ------- |
| Westmount–Saint-Louis Créée depuis Westmount, Saint-Louis et Sainte-Anne |              |                    |                 |         |
| 35e                                                                      | 1994–1998    |                    | Jacques Chagnon | Libéral |
| 36e                                                                      | 1998–2003    |                    | Jacques Chagnon | Libéral |
| 37e                                                                      | 2003–2007    |                    | Jacques Chagnon | Libéral |
| 38e                                                                      | 2007–2008    |                    | Jacques Chagnon | Libéral |
| 39e                                                                      | 2008–2012    |                    | Jacques Chagnon | Libéral |
| 40e                                                                      | 2012–2014    |                    | Jacques Chagnon | Libéral |
| 41e                                                                      | 2014–2018    |                    | Jacques Chagnon | Libéral |
| 42e                                                                      | 2018–2022    | Jennifer Maccarone |                 | Libéral |
| 43e                                                                      | 2022–présent | Jennifer Maccarone |                 | Libéral |

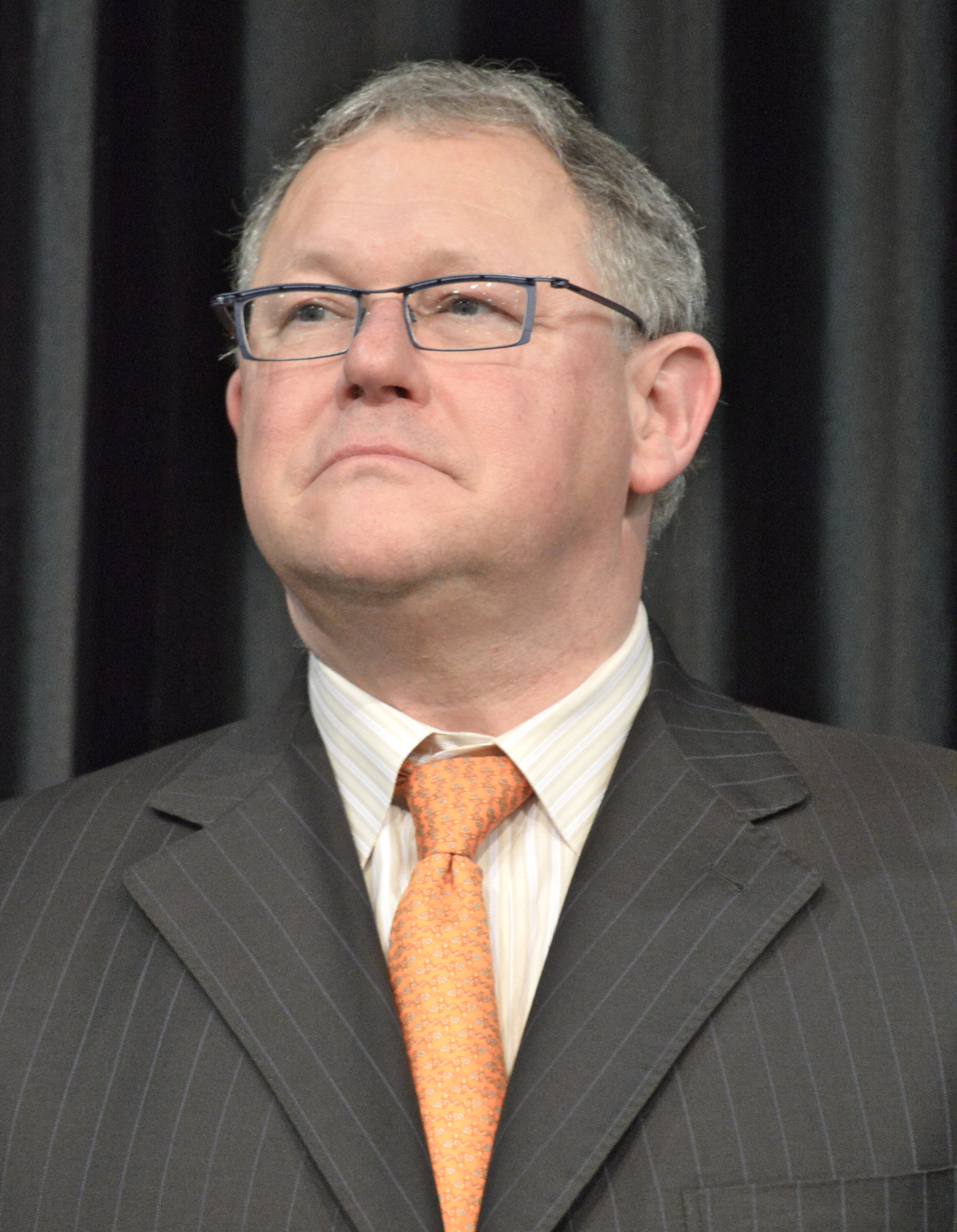
Jacques Chagnon est député de 1994 à 2018 pour le Parti libéral du Québec.

## Résultats électoraux
|                                                                                             | Nom                           | Parti                    | Nombre de voix | %      | Maj.  |
| ------------------------------------------------------------------------------------------- | ----------------------------- | ------------------------ | -------------- | ------ | ----- |
|                                                                                             | Jennifer Maccarone (sortante) | Libéral                  | 10 576         | 50,5 % | 7 889 |
|                                                                                             | David Touchette               | Québec solidaire         | 2 687          | 12,8 % | -     |
|                                                                                             | Maria-Luisa Torres-Piaggio    | Coalition avenir         | 2 112          | 10,1 % | -     |
|                                                                                             | Katya Rossokhata              | Conservateur             | 1 930          | 9,2 %  | -     |
|                                                                                             | Florence Racicot              | Parti québécois          | 1 267          | 6 %    | -     |
|                                                                                             | Colin Standish                | Parti canadien du Québec | 1 029          | 4,9 %  | -     |
|                                                                                             | Heidi Small                   | Bloc Montréal            | 735            | 3,5 %  | -     |
|                                                                                             | Sam Kuhn                      | Vert                     | 616            | 2,9 %  | -     |
| Total                                                                                       | Total                         | Total                    | 20 952         | 100 %  |       |
| Le taux de participation lors de l'élection était de 45 % et 155 bulletins ont été rejetés. |                               |                          |                |        |       |

|                                                                                               | Nom                    | Parti            | Nombre de voix | %      | Maj.   |
| --------------------------------------------------------------------------------------------- | ---------------------- | ---------------- | -------------- | ------ | ------ |
|                                                                                               | Jennifer Maccarone     | Libéral          | 14 547         | 66,7 % | 12 311 |
|                                                                                               | Ekaterina Piskunova    | Québec solidaire | 2 236          | 10,3 % | -      |
|                                                                                               | Michelle Morin         | Coalition avenir | 2 110          | 9,7 %  | -      |
|                                                                                               | J. Marion Benoit       | Parti québécois  | 1 105          | 5,1 %  | -      |
|                                                                                               | Samuel Dajakran Kuhn   | Vert             | 730            | 3,3 %  | -      |
|                                                                                               | Nicholas Peter Lawson  | NPD Québec       | 598            | 2,7 %  | -      |
|                                                                                               | Mikey Colangelo Lauzon | Conservateur     | 479            | 2,2 %  | -      |
| Total                                                                                         | Total                  | Total            | 21 805         | 100 %  |        |
| Le taux de participation lors de l'élection était de 48,5 % et 178 bulletins ont été rejetés. |                        |                  |                |        |        |

|                                                                                             | Nom                       | Parti            | Nombre de voix | %      | Maj.   |
| ------------------------------------------------------------------------------------------- | ------------------------- | ---------------- | -------------- | ------ | ------ |
|                                                                                             | Jacques Chagnon (sortant) | Libéral          | 20 297         | 83,2 % | 18 703 |
|                                                                                             | Denise Laroche            | Parti québécois  | 1 594          | 6,5 %  | -      |
|                                                                                             | Mélissa Desjardins        | Québec solidaire | 1 523          | 6,2 %  | -      |
|                                                                                             | Lisa Julie Cahn           | Vert             | 981            | 4 %    | -      |
| Total                                                                                       | Total                     | Total            | 24 395         | 100 %  |        |
| Le taux de participation lors de l'élection était de 62 % et 252 bulletins ont été rejetés. |                           |                  |                |        |        |

|                                                                                               | Nom                       | Parti            | Nombre de voix | %      | Maj.   |
| --------------------------------------------------------------------------------------------- | ------------------------- | ---------------- | -------------- | ------ | ------ |
|                                                                                               | Jacques Chagnon (sortant) | Libéral          | 15 774         | 67,7 % | 12 718 |
|                                                                                               | Johnny Kairouz            | Coalition avenir | 3 056          | 13,1 % | -      |
|                                                                                               | Marc-André Bahl           | Parti québécois  | 1 739          | 7,5 %  | -      |
|                                                                                               | Mélissa Desjardins        | Québec solidaire | 1 493          | 6,4 %  | -      |
|                                                                                               | Lisa Julie Cahn           | Vert             | 916            | 3,9 %  | -      |
|                                                                                               | Benoît Guérin             | Option nationale | 230            | 1 %    | -      |
|                                                                                               | Pierre JC Allard          | Sans désignation | 94             | 0,4 %  | -      |
| Total                                                                                         | Total                     | Total            | 23 302         | 100 %  |        |
| Le taux de participation lors de l'élection était de 59,4 % et 154 bulletins ont été rejetés. |                           |                  |                |        |        |

## Référendums
|  | Référendum                     | % du OUI | % du NON | Taux de participation |
|  | Référendum de 1980             | 13,14 %  | 86,86 %  | 87,98 %               |
|  | Accord de Charlottetown (1992) | 81,44 %  | 18,56 %  | 83,97 %               |
|  | Référendum de 1995             | 15,23 %  | 84,77 %  | 91,55 %               |